# Waisenegg
Waisenegg är en ort i kommunen Birkfeld i distriktet Weiz i förbundslandet Steiermark i Österrike.  Waisenegg var tidigare en självständig kommun, men blev den 1 januari 2015 en del av kommunen Birkfeld. Till kommunen hörde också orten Piregg.